# Крёстные отцы
«Крёстные отцы» (фр. Les Parrains) — комедия режиссёра Фредерика Форестьера, снятая в 2005 году. Последний фильм, где снимался Жак Вильре.

## Сюжет
В 1980 году в Париже было совершено нападение на ювелирный магазин Cartier. Оно прошло неудачно — один из грабителей, Макс, оказался запертым в хранилище и получил большой тюремный срок, троим другим, Сержу, Люсьену и Анри, удалось скрыться, но без добычи. Следующие 25 лет они провели в скитаниях вне Франции. В 2004 году Макс умер в тюрьме, и по его завещанию трое сообщников должны собраться в офисе его нотариуса, мэтра Гатана, тем более что уже истёк срок исковой давности. Гатан должен вручить им бриллианты, которые Макс спрятал в носках перед арестом. Но в чемодане вместо бриллиантов оказывается план ограбления налоговой, вернее похищения с почты чеков, направленных налогоплательщиками в министерство финансов с целью требовать 10 % от их суммы за возвращение чеков. Вместе с сыном Макса, Реми, грабители принимаются за реализацию этого плана.

## В ролях
| Актёр           | Роль                        |
| --------------- | --------------------------- |
| Жерар Ланвен    | Серж                        |
| Жак Вильре      | Люсьен                      |
| Жерар Дармон    | Анри                        |
| Паскаль Ренерик | Реми́ и Макс                 |
| Клод Брассёр    | голос Макса                 |
| Элен Сёзаре     | Натали подруга Реми         |
| Анна Гальена    | Лаура мать Реми             |
| Эрик Тома       | нотариус мэтр Гатан         |
| Фирмин Ришар    | Клавдия жена Люсьена        |
| Жерар Шеллу     | мсье де Рошембо отец Натали |